# Sân bay quốc tế Devi Ahilyabai Holkar
Sân bay quốc tế Devi Ahilyabai Holkar (Marathi: देवी अहिल्याबाई होलकर विमानतळ, इन्दुर) (IATA: IDR, ICAO: VAID) là một sân bay ở bang Madhya Pradesh của Ấn Độ, 8 km về phía đông nam Indore.
Sân bay được đặt tên theo Devi Ahilyabai Holkar (hay Ahilya Bai Holkar), người cai trị Indore và các vùng liền kề từ năm 1767 đến 1795.

## Các hãng hàng không và các tuyến điểm
- Air Deccan (Delhi-SJ, Nagpur, Bangalore, Mumbai)
- Indian (Airlines) (Bhopal, Delhi, Mumbai) [1]
- Jet Airways (Bhopal, Delhi, Pune, Ahmedabad, Hyderabad, Mumbai, Raipur) [2]
- Air Sahara (Mumbai, Delhi) [3]
- Kingfisher Airlines(Mumbai-Juhu, Nagpur, Kolkata, Hyderabad, Ahmedabad, Raipur)